# Mariivka, Oleksandria
Mariivka (în ucraineană Мар'ївка) este un sat în comuna Nedoharkî din raionul Oleksandria, regiunea Kirovohrad, Ucraina.

## Demografie
Componența lingvistică a localității Mariivka
     Ucraineană (98,89%)
     Rusă (1,11%)
Conform recensământului din 2001, majoritatea populației localității Mariivka era vorbitoare de ucraineană (98,89%), existând în minoritate și vorbitori de rusă (1,11%).